# Beta Arae
Beta Arae (β Arae, förkortat Beta Ara, β Ara)  är en ensam stjärna belägen i den mellersta delen av stjärnbilden Altaret. Den har en skenbar magnitud på 5,54, är synlig för blotta ögat och är den ljusaste stjärnan i stjärnbilden. Baserat på parallaxmätning inom Hipparcosuppdraget på ca 6,3 mas, beräknas den befinna sig på ett avstånd på ca 520 ljusår (ca 159 parsek) från solen.

## Egenskaper
Beta Arae är en orange till röd superjättestjärna av spektralklass K3 Ib-II, vilket anger att stjärnan på väg från att vara en ljusstark jättestjärna (IIa) till en ljussvagare superjätte ( ib). Detta representerar två av de utvecklingsstadier som en massiv stjärna passerar genom när den har förbrukat förrådet av väte i dess kärna. Den har en beräknad massa som är ca 8,2 gånger större än solens massa, en radie som är ca 100 gånger större än solens och utsänder från dess fotosfär ca 5 600 gånger mera energi än solen vid en effektiv temperatur av ca 4 200 K.
Överskottet hos Beta Arae av andra element än väte och helium, vilket astronomerna betecknar som stjärnans metallicitet, är mer än tre gånger motsvarande överskott i solen.